# Mons La Hire
Mons La Hire är ett litet berg på månen helt omgivet av månhavet Mare Imbrium. Berget har fått sitt namn efter den franske matematikern, geodeten och astronomen Philippe de La Hire.
Mons La Hire är cirka 20 kilometer långt i väst-östlig riktning och 10 kilometer i nord-sydlig. Det ligger relativt centralt i Mare Imbrium, västnordväst om den stora kratern Lambert och en längre sträcka nordost om den nästan lika stora kratern Euler. Mons La Hire har också den lilla kratern Caventou i nordväst, denna hette tidigare La Hire D.